# Grades de l'armée néerlandaise
Cet article donne la liste des différents grades de l'armée néerlandaise, officiers, sous-officiers et hommes de rang.
| Koninklijke Marine (KM) Marine royale        | Koninklijke Marine (KM) Marine royale                                                                                | Forces armées néerlandaises (KL) Armée de terre royale | Forces armées néerlandaises (KL) Armée de terre royale                     | Koninklijke Luchtmacht (Klu) Armée de l'Air royale | Koninklijke Luchtmacht (Klu) Armée de l'Air royale                         | Koninklijke Marechaussee (KMar) Maréchaussée royale | Koninklijke Marechaussee (KMar) Maréchaussée royale |
| -------------------------------------------- | --- | ------------------------------------------------------ | -------------------------------------------------------------------------- | -------------------------------------------------- | -------------------------------------------------------------------------- | --------------------------------------------------- | --------------------------------------------------- |
| Opper- of vlagofficieren Généraux et amiraux | |                                                        |                                                                            |                                                    |                                                                            |                                                     |                                                     |
| (NAVO[Quoi ?] grade OF-10)                   | |                                                        |                                                                            |                                                    |                                                                            |                                                     |                                                     |
|                                              | Admiraal Amiral Amiral de France                                                                                     |                                                        |                                                                            |                                                    |                                                                            |                                                     |                                                     |
| NAVO grade OF-9                              | |                                                        |                                                                            |                                                    |                                                                            |                                                     |                                                     |
|                                              | Luitenant-admiraal Lieutenant-amiral Amiral                                                                          |                                                        | Generaal General Général                                                   |                                                    | Generaal General Général                                                   |                                                     |                                                     |
| NAVO 'grade OF-8                             | |                                                        |                                                                            |                                                    |                                                                            |                                                     |                                                     |
|                                              | Vice-admiraal Vice-Admiral Vice-amiral d'escadre                                                                     |                                                        | Luitenant-Generaal Lieutenant-Général Général de corps d'armée             |                                                    | Luitenant-Generaal Lieutenant-Général Général de corps aérien              |                                                     | Luitenant-Generaal Lieutenant-Général               |
| NAVO grade OF-7                              | |                                                        |                                                                            |                                                    |                                                                            |                                                     |                                                     |
|                                              | Schout-bij-nacht Eclaireur de nuit Vice-amiral                                                                       |                                                        | Generaal-Majoor Major général Général de division                          |                                                    | Generaal-Majoor Major général Général de division aérienne                 |                                                     | Generaal-Majoor Major-Generaal                      |
| NAVO grade OF-6                              | |                                                        |                                                                            |                                                    |                                                                            |                                                     |                                                     |
|                                              | Commandeur Commandre Contre-amiral                                                                                   |                                                        | Brigadegeneraal General de brigade Général de brigade                      |                                                    | Commodore Général de brigade aérienne                                      |                                                     | Brigadegeneraal Generaal de brigade                 |
| Hoofdofficieren Officiers supérieurs         | |                                                        |                                                                            |                                                    |                                                                            |                                                     |                                                     |
| NAVO grade OF-5                              | |                                                        |                                                                            |                                                    |                                                                            |                                                     |                                                     |
|                                              | Kapitein-ter-zee Capitaine à la mer Capitaine de vaisseau                                                            |                                                        | Kolonel Colonel                                                            |                                                    | Kolonel Colonel                                                            |                                                     | Kolonel                                             |
| NAVO grade OF-4                              | |                                                        |                                                                            |                                                    |                                                                            |                                                     |                                                     |
|                                              | Kapitein-Luitenant ter zee capitaine-lieutenant à la mer Capitaine de frégate                                        |                                                        | Luitenant-Kolonel Lieutenant-colonel                                       |                                                    | Luitenant-Kolonel Lieutenant-colonel                                       |                                                     | Luitenant-Kolonel Lieutenant-colonel                |
| NAVO grade OF-3                              | |                                                        |                                                                            |                                                    |                                                                            |                                                     |                                                     |
|                                              | Luitenant ter zee 1e klasse lieutenant à la mer de première classe Capitaine de corvette                             |                                                        | Majoor Major Commandant                                                    |                                                    | Majoor Major Commandant                                                    |                                                     | Majoor                                              |
| Subalteren Officieren Officiers subalternes  | |                                                        |                                                                            |                                                    |                                                                            |                                                     |                                                     |
| NAVO grade OF-2                              | |                                                        |                                                                            |                                                    |                                                                            |                                                     |                                                     |
|                                              | Luitenant ter zee 2e klasse oudste categorie Lieutenant à la mer de deuxième classe hors rang Lieutenant de vaisseau |                                                        | Kapitein Capitaine                                                         |                                                    | Kapitein Capitaine                                                         |                                                     | Kapitein                                            |
| NAVO grade OF-1                              | |                                                        |                                                                            |                                                    |                                                                            |                                                     |                                                     |
|                                              | Luitenant ter zee 2e klasse Lieutenant à la mer de deuxième classe" enseigne de vaisseau de première classe          |                                                        | Eerste-Luitenant Premier lieutenant Lieutenant                             |                                                    | Eerste-Luitenant Premier-Lieutenant Lieutenant                             |                                                     | Eerste-Luitenant Premier-Lieutenant                 |
|                                              | Luitenant ter zee 3e klasse Lieutenant à la mer de troisième classe enseigne de vaisseau de deuxième classe          |                                                        | Tweede-Luitenant Second lieutenant sous-lieutenant                         |                                                    | Tweede-Luitenant Second lieutenant sous-lieutenant                         |                                                     | Tweede-Luitenant Second lieutenant                  |
|                                              | Luitenant ter zee 3e klasse Lieutenant à la mer de troisième classe enseigne de vaisseau de deuxième classe          | Vaandrig enseigne aspirant                             |                                                                            | Vaandrig enseigne aspirant                         |                                                                            | Kornet enseigne                                     |                                                     |
| Onderofficieren Sous-officiers               | |                                                        |                                                                            |                                                    |                                                                            |                                                     |                                                     |
| NAVO grade OR-8/9                            | |                                                        |                                                                            |                                                    |                                                                            |                                                     |                                                     |
|                                              | Adjudant-Onderofficier Adjudant sous-officier major                                                                  |                                                        | Adjudant-Onderofficier Adjudant sous-officier major                        |                                                    | Adjudant-onderofficier Adjudant major                                      |                                                     | Adjudant-onderofficier Adjudant                     |
| NAVO grade OR-7                              | |                                                        |                                                                            |                                                    |                                                                            |                                                     |                                                     |
|                                              | Sergeant-Majoor Sergent-Major Maître principal                                                                       |                                                        | Sergeant-Majoor Sergent-Major Adjudant-chef                                |                                                    | Sergeant-Majoor Adjudant-chef                                              |                                                     | Opperwachtmeester                                   |
| NAVO grade OR-6                              | |                                                        |                                                                            |                                                    |                                                                            |                                                     |                                                     |
|                                              | Sergeant Sergent Maître                                                                                              |                                                        | Sergeant der 1e klasse Sergent de première classe adjudant                 |                                                    | Sergeant der 1e klasse Sergent de première classe adjudant                 |                                                     | Wachtmeester der 1e klasse                          |
| NAVO grade OR-5                              | |                                                        |                                                                            |                                                    |                                                                            |                                                     |                                                     |
|                                              | Korporaal Caporal |                                                        | Sergeant Sergent sergent-chef                                              |                                                    | Sergeant Sergent sergent-chef                                              |                                                     | Wachtmeester                                        |
| Manschappen Hommes du rang                   | |                                                        |                                                                            |                                                    |                                                                            |                                                     |                                                     |
| NAVO grade OR-4                              | |                                                        |                                                                            |                                                    |                                                                            |                                                     |                                                     |
|                                              | Korporaal Caporal |                                                        | Korporaal der 1e klasse Caporal de première classe sergent                 |                                                    | Korporaal der 1e klasse Caporal de première classe sergent                 |                                                     | Marechaussee der 1e klasse                          |
| NAVO grade OR-3                              | |                                                        |                                                                            |                                                    |                                                                            |                                                     |                                                     |
|                                              | |                                                        | Korporaal Caporal Caporal-chef                                             |                                                    | Korporaal Caporal Caporal-chef                                             |                                                     | Marechaussee der 2e klasse                          |
| NAVO grade OR-2                              | |                                                        |                                                                            |                                                    |                                                                            |                                                     |                                                     |
|                                              | Matroos der 1e klasse Matelot de première classe quartier-maître                                                     |                                                        | Soldaat der 1e klasse Soldat de première classe caporal                    |                                                    | Soldaat der 1e klasse Soldat de première classe caporal                    |                                                     |                                                     |
|                                              | Matroos der 2e klasse Matelot de deuxième classe matelot breveté                                                     |                                                        | Soldaat der 2 eklasse Soldat de deuxième classe soldat de première classe  |                                                    | Soldaat der 2e klasse Soldat de deuxième classe aviateur                   |                                                     | Marechaussee der 3e klasse                          |
| NAVO grade OR-1                              | |                                                        |                                                                            |                                                    |                                                                            |                                                     |                                                     |
|                                              | Matroos der 3e klasse Matelot de troisième classe" matelot                                                           |                                                        | Soldaat der 3e klasse Soldat de troisième classe soldat de deuxième classe |                                                    | Soldaat der 3e klasse Soldat de troisième classe soldat de deuxième classe |                                                     | Marechaussee der 4e klasse                          |